# Dorothy Yeats
Dorothy Erzsebet Yeats (* 29. Juli 1993 in Montreal) ist eine kanadische Ringerin. Sie wurde 2010 in Singapur Jugend-Olympiasiegerin.

## Werdegang
Dorothy Yeats begann als Jugendliche an der High-School mit dem Ringen. Sie gehört nunmehr dem Sportclub Montreal YMHA an und wird von Victor Zilberman trainiert.
Im Jahre 2008 wurde sie in der Gewichtsklasse bis 60 kg erstmals kanadische Juniorenmeisterin der Altersgruppe Kadetten (Cadets = bis zum 16. Lebensjahr). Im Jahre 2009 wiederholte sie diesen Erfolg, allerdings in der Gewichtsklasse bis 65 kg. 2010 siegte sie bei der kanadischen Ausscheidung für die Jugend-Olympiade in Singapur in der Gewichtsklasse bis 70 kg. Vor diesen Spielen startete sie bei den Pan Amerikanischen Junioren-Meisterschaften in Managua und siegte dort in der Gewichtsklasse bis 63 kg vor Dailana Gomes dos Reis aus Brasilien. In Singapur wurde sie Jugend-Olympiasiegerin vor Moon Jin-ju aus Südkorea, Karina Stankowa aus der Ukraine und Rinna Kutschenkowa aus Kasachstan.
2011 belegte Dorothy Yeats bei der kanadischen Junioren-Meisterschaft in der Gewichtsklasse bis 67 kg hinter Sabrina Kelly den 2. Platz. Im gleichen Jahr wurde sie vom kanadischen Ringer-Verband bei den Commonwealth-Meisterschaften in Melbourne in der Gewichtsklasse bis 63 kg eingesetzt und siegte dort vor den beiden Inderinnen Anita Sheoran und Suman Kundu.
2012 wurde Dorothy Yeats kanadische Junioren-Meisterin und kanadische Meisterin bei den Damen, beide Male in der Gewichtsklasse bis 67 kg. Bei den Meisterschaften der Damen siegte sie dabei vor so routinierten Ringerinnen wie Stacie Anaka und Megan Buydens. Im Juni 2012 startete sie bei mehreren Turnieren in Europa. Der größte Erfolg gelang ihr dabei bei den Austrian-Lady-Open in Götzis, denn sie besiegte dort im Finale die Europameisterin von 2012 Henna Johansson aus Schweden. Ein Start bei den Olympischen Spielen in London scheiterte daran, dass die Gewichtsklasse bis 67 kg nicht olympisch ist und sie deswegen in die Gewichtsklasse bis 63 kg hätte abtrainieren müssen. In dieser Gewichtsklasse ist der Startplatz aber von der ehemaligen Weltmeisterin Martine Dugrenier besetzt.
Die Zukunft in den schweren Gewichtsklassen (bis 67 oder bis 72 kg) in Kanada gehört aber mit Sicherheit Dorothy Yeats. Das bewies sie schon in den nächsten Wettkämpfen, denn sie wurde im September 2012 in Pattaya Junioren-Weltmeisterin in der Gewichtsklasse bis 57 kg vor Swetlana Babuschka aus Russland uns Sara Dosho, Japan. Noch im gleichen Monat wurde sie dann in Strathcona County/Kanada in derselben Gewichtsklasse Vize-Weltmeisterin. Sie besiegte dort Yan Hong, China, Nadeschda Semenzowa, Aserbaidschan, Alina Stadnyk-Machynja, Ukraine und verlor erst im Finale gegen Adeline Gray aus den Vereinigten Staaten.
Im August 2013 wurde Dorothy Yeats in Sofia wieder Junioren-Weltmeisterin in der Gewichtsklasse bis 67 kg.

## Internationale Erfolge
| Jahr | Platz | Wettbewerb                                                                  | Gewichtsklasse | Ergebnisse |
| 2010 | 1.    | Pan Amerikanische Ausscheidung für die Jugend-Olympiade in Monterrey/Mexiko | bis 70 kg      | vor Julia Salata, USA und Maria Fernandez Munoz Arredondo, Mexiko                                                                                     |
| 2010 | 1.    | Canada-Cup (Junioren) in Guelph                                             | bis 65 kg      | vor Aleah Francis, USA und Sabrina Kelly, Kanada |
| 2010 | 1.    | Pan Amerikanische Meisterschaft der Junioren in Managua                     | bis 63 kg      | vor Dailana Gomes dos Reis, Brasilien und Laurent Lovive, USA                                                                                         |
| 2010 | 1.    | Jugend-Olympiade in Singapur                                                | bis 70 kg      | vor Moon Jin-ju, Südkorea, Karina Stankowa, Ukraine und Rinna Kutschenkowa, Kasachstan                                                                |
| 2011 | 1.    | Commonwealth-Meisterschaften in Melbourne                                   | bis 63 kg      | vor Anita Sheoran und Suman Kundu, beide Indien |
| 2012 | 1.    | Guelph-Open                                                                 | bis 67 kg      | vor Jaramie Herrington und Allison Leslie, beide Kanada                                                                                               |
| 2012 | 3.    | Großer Preis von Deutschland in Dormagen                                    | bis 67 kg      | hinter Martine Dugrenier, Kanada und Aline Focken, Deutschland                                                                                        |
| 2012 | 2.    | Sassari-City-Cup                                                            | bis 67 kg      | hinter Martine Dugrenier |
| 2012 | 1.    | Austrian-Lady-Open in Götzis                                                | bis 67 kg      | vor Henna Johansson, Schweden und Kitti Godo, Ungarn                                                                                                  |
| 2012 | 1.    | Canada-Cup in Guelph                                                        | bis 67 kg      | vor Stacie Anaka und Megan Buydens, bde. Kanada |
| 2012 | 1.    | Junioren-WM in Pattaya                                                      | bis 67 kg      | vor Swetlana Babuschka, Russland, Saro Dosho, Japan und Darija Osocka, Polen                                                                          |
| 2012 | 2.    | WM in Sherwood Park                                                         | bis 67 kg      | nach Siegen über Yan Hong, China, Nadeschda Semenzowa, Aserbaidschan und Alina Stadnyk-Machynja, Ukraine und einer Niederlage gegen Adeline Gray, USA |
| 2013 | 3.    | Großer Preis von Spanien in Madrid                                          | bis 67 kg      | hinter Aline Focken und Tamira Mensah, USA, gemeinsam mit Julija Pronzewitsch, Russland                                                               |
| 2013 | 1.    | Junioren-WM in Sofia                                                        | bis 67 kg      | vor Dschanan Manolowa, Bulgarien, Kona Suzuki, Japan und Dalma Caneva, Italien                                                                        |
| 2014 | 1.    | Commonwealth Games                                                          | bis 69 kg      | |
| 2015 | 1.    | Panamerikanische Spiele                                                     | bis 69 kg      | |
| 2016 | 5.    | Olympische Spiele                                                           | bis 69 kg      | |

## Kanadische Meisterschaften
| Jahr | Platz | Altersgruppe | Gewichtsklasse | Ergebnisse                                   |
| 2008 | 1.    | "Cadets"     | bis 60 kg      | vor Alison Sokalski und Tayla Yanchuk        |
| 2009 | 1.    | "Cadets"     | bis 65 kg      | vor Brittanee Johnson und Rayla Yanchuk      |
| 2011 | 2.    | "Juniors"    | bis 67 kg      | hinter Sabrina Kelly, vor Jeramie Herrington |
| 2012 | 1.    | "Juniors"    | bis 67 kg      | vor Olivia DiBacco und Sabrina Kelly         |
| 2012 | 1.    | "Seniors"    | bis 67 kg      | vor Stacie Anaka und Megan Buydens           |

## Erläuterungen
- alle Wettkämpfe im freien Stil